# Spartes
Pour les articles homonymes, voir Sparte (homonymie).
Ne doit pas être confondu avec spartiates.

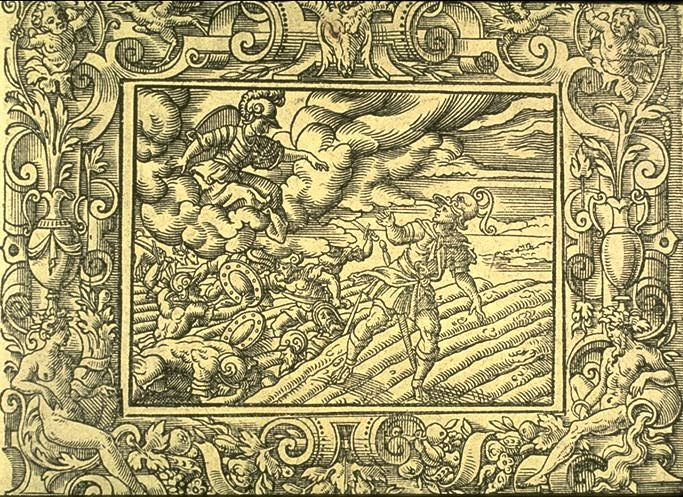
Cadmos sème les dents du dragon d'où naissent les Spartes, gravure de Virgil Solis illustrant les Métamorphoses d'Ovide

Dans la mythologie grecque, les Spartes (en grec ancien Σπαρτοί / Spartoí, du verbe σπείρω (speírō), « semer »), littéralement les hommes semés, sont un peuple fantastique impliqué dans le mythe de Cadmos, fondateur de Thèbes : ils naissent des dents du dragon tué par Cadmos et semés en terre sur les conseils d'Arès (ou Athéna suivant les versions). Sortis tout armés du sol, ils s'entretuent à l'exception de cinq d'entre eux, qui aident Cadmos à fonder Thèbes.

## Mythe
Les Spartes apparaissent pour la première fois dans le récit par Phérécyde d'Athènes du mythe de Cadmos : après que ce dernier a tué le dragon, Athéna et Arès confient au héros la moitié de ses dents, l'autre allant à Aiétès,. Sur l'ordre d'Arès, Cadmos entreprend de les semer. Les Spartes sortent tout armés de terre. Cadmos, effrayé, leur jette une pierre. Pensant chacun être attaqué par un autre, ils se combattent entre eux, ne laissant que cinq survivants : 
- Échion (en grec ancien Ἐχίων / Ekhίôn, « fils de vipère ») ;
- Oudaïos (en grec ancien Οὐδαῖος / Oudaĩos, « sorti du sol ») ;
- Chthonios (en grec ancien Χθονίος / Khthoníos, « qui pénètre sous terre ») ;
- Hypérénor (en grec ancien Ὑπερήνωρ / Uperếnôr, « surhomme ») ;
- Péloros (en grec ancien Πέλωρος / Pélôros, « d’une grandeur monstrueuse »).

Ils aident alors Cadmos à fonder Thèbes.
Un récit complet de l'histoire de Cadmos se trouve dans une scholie de l’Iliade au passage du Catalogue des vaisseaux concernant Thèbes, qui indique s'inspirer d'Hellanicos et du pseudo-Apollodore, : le scholiaste lie la fondation de Thèbes à l'enlèvement d'Europe, sœur de Cadmos. Sur le conseil de l'oracle de Delphes, Cadmos renonce à chercher sa sœur comme son père le lui avait demandé, et suit une génisse jusqu'à ce que la fatigue la force à se coucher. Cadmos se prépare à sacrifier la génisse en l'honneur d'Athéna et envoie ses hommes puiser de l'eau à une source gardée par un dragon : Cadmos tue le dragon dont il sème les dents sur le conseil d'Athéna, qui relaie elle-même la consigne d'Arès. Dans cette version, seuls cinq Spartes sortent du sol, avec les mêmes noms que chez Phérécyde ; ils ne s'entre-tuent pas. Chez le pseudo-Apollodore lui-même, la première partie du récit est similaire, mais plusieurs Spartes sortent du sol et un combat a lieu : ils s'entretuent « les uns volontairement, les autres sans même en avoir conscience ». Apollodore mentionne également la version de Phérécyde, où Cadmos jette un rocher aux Spartes.
Euripide utilise le mythe de Cadmos à plusieurs reprises. Dans Les Phéniciennes, il en retrace les grandes lignes,. Tirésias révèle ensuite que la colère d'Arès contre Thèbes à l'occasion du siège des Sept contre Thèbes remonte au massacre des Spartes : un descendant de leur lignée doit être sacrifié pour apaiser le dieu — il s'agit en l'occurrence de Ménécée fils de Créon. Dans La Folie d'Héraclès, Arès arrache les dents du dragon et les sème lui-même ; il préserve volontairement des Spartes du massacre pour que « les fils de leurs fils peuplent la ville de Cadmos, ».
Les poètes utilisent volontiers le nom des Spartes pour désigner les Thébains dans leur ensemble. Dans Les Sept contre Thèbes, Eschyle décrit ainsi Mélanippos fils d'Astacos comme « un surgeon jailli tout droit de ce qu'Arès laissa survivre de la Semaille d'hommes. » Échion devient même le gendre de Cadmos, en épousant sa fille Agavé. Selon Pausanias, Épaminondas est un descendant des Spartes, et à ce titre son tombeau comporte un bouclier ayant comme emblème un dragon sur une colonne.

## Autres sources
- Pseudo-Apollodore, Bibliothèque [détail des éditions] [lire en ligne] (I, 9, 23 ; III, 4, 1 ; III, 6, 5).
- Hygin, Fables [détail des éditions] [(la) lire en ligne] (CLXXVIII).
- Nonnos de Panopolis, Dionysiaques [détail des éditions] [lire en ligne] (IV, 421 et suiv.).
- Ovide, Métamorphoses [détail des éditions] [lire en ligne] (III, 126).
- Valerius Flaccus, Argonautiques [détail des éditions] [lire en ligne] (VII, 610 et suiv.).